# Fámjin (gmina)
Fámjin (far. Fámjins kommuna) – gmina na Wyspach Owczych, terytorium zależnym Danii na Morzu Norweskim. Graniczy ona z pięcioma innymi jednostkami: Hovs, Hvalbiar, Porkeris, Tvøroyrar oraz Vágs kommuna. Siedzibą władz gminy, a jednocześnie jedyną miejscowością jest Fámjin.
Fámjins kommuna leży w zachodniej części wyspy Suðuroy. Jej powierzchnia wynosi 13,3 km², co czyni ją jedną z mniejszych gmin na Wyspach Owczych.
Według danych z 1 stycznia 2014 roku gminę zamieszkuje 100 osób.

## Historia
W 1872 roku powstała Suðuroyar Prestagjalds kommuna, w której skład weszły tereny gminy Fámjin. Z tej dużej jednostki z biegiem lat zaczęły odrywać się mniejsze gminy. W ten sposób, w roku 1908 powstała także Fámjins kommuna. Od tego czasu jej granice pozostały niezmienione.

## Populacja
W gminie Fámjin zamieszkuje obecnie 100 osób. Współczynnik feminizacji wynosi 79 (na 56 mężczyzn przypadają 44 kobiety). Jest to społeczeństwo starzejące się. Osoby powyżej sześćdziesiątego roku życia stanowią 20% ludności, podobnie, jak ludzie młodsi niż lat dwadzieścia. Szczególnie niewielka jest grupa osób w wieku 21–30 lat (6%) oraz 31–40 lat (9%). Na stały odpływ liczby ludności ma szczególnie wpływ ujemne saldo migracji.
Liczba ludności w gminie Fámjin ulegała częstym, szybkim zmianom. Populacja wzrastała do roku 1966. Następnie drastycznie zaczęła maleć, by cztery lata później osiągnąć poziom 85 stałych mieszkańców. Po okresie krótkiego wzrostu do 1977 (152 mieszkańców), liczba ludności ponownie zaczęła maleć i tak, z krótkimi przerwami, dzieje się do dziś.

## Polityka
Burmistrzem Fámjin kommuna jest Eyðdis Ellendersen startująca z list Fólkaflokkurin. Jest to jedyna partia, posiadająca swoich przedstawicieli w samorządzie gminnym. Ostatnie wybory samorządowe na Wyspach Owczych odbyły się w 2012 roku. Wyłoniono pięcioro radnych. Wyniki wyborów przedstawiały się następująco:
| Lista | Nazwa partii                   | Głosy | Procent | Mandaty | Mandaty |
| ----- | ------------------------------ | ----- | ------- | ------- | ------- |
| A     | Partia Ludowa (Fólkaflokkurin) | 72    | 100     | 5       | +3      |
|       | Suma                           | 74    | 100     | 5       | 0       |

| Lista A        | Lista A             | Lista A        |
| Fólkaflokkurin | Fólkaflokkurin      | Fólkaflokkurin |
| Nr             | Kandydat            | Głosy          |
| -------------- | ------------------- | -------------- |
| 1.             | Lisbeth Jacobsen    | 7              |
| 2.             | Jóanis Lisberg      | 16             |
| 3.             | Henrietta Joensen   | 2              |
| 4.             | Eyðdis Ellendersen  | 18             |
| 5.             | Egil Lisberg        | 2              |
| 6.             | Arni Nielsen        | 14             |
| 7.             | Arnbjørn í Smiðjuni | 13             |
|                | Lista               | 0              |

Frekwencja wyniosła 83,72% (na 84 uprawnionych zagłosowały 74 osoby). Oddano dwie karty nieważne i jedną pustą. Pogrubieni zostali obecni członkowie rady gminy Fámjin.

## Miejscowości wchodzące w skład gminy Fámjin
| Miejscowość | Liczba mieszkańców (01.01.2014) | Krótki opis | Zdjęcie                                          |
| ----------- | ------------------------------- | --- | ------------------------------------------------ |
| Fámjin      | 100                             | Jedyna miejscowością w gminie Fámjin. Założono ją między rokiem 1350 a 1400. Znajduje się tam kościół kamienny, wzniesiony w roku 1875. W kościele tym mieści się pierwowzór flagi Wysp Owczych (zwanej Merkið), wykonany w 1919 roku przez Jensa Olivera Lisberga w Kopenhadze. Znajduje się tam też kamień runiczny, jeden z dziewięciu odnalezionych na Wyspach Owczych. | Fámjin oraz leżące nieopodal jezioro Kirkjuvatn. |